# 邁克·貝爾德
邁克爾·布魯斯·貝爾德，AO（1968年4月1日—），是一名澳洲政治家，澳洲自由黨新南威爾士分部領袖；2014年至2017年擔任第44任新南威爾斯州長。

## 外部連結
- The Hon. (Mike) Michael Bruce BAIRD, MP （页面存档备份，存于） – 新南威爾士州議會（英语：Parliament of New South Wales）
- 官方网站
- 邁克·貝爾德的X（前Twitter）

| 新南威爾士州議會                              | 新南威爾士州議會                    | 新南威爾士州議會               |
| --------------------------------------------- | ----------------------------------- | ------------------------------ |
| 前任者： 大衛·巴爾                            | 曼利選區 議會議員 2007年－2017年    | 繼任者： 占士·格里芬           |
| 前任者： 巴里·奧法雷爾                        | 新南威爾士自由黨領袖 2014年－2017年 | 繼任者： 格拉迪斯·貝莉珍妮安   |
| 官衔                                          |                                     |                                |
| 前任者： 埃里克·羅森達                        | 新南威爾士財政部長 2011年－2014年   | 繼任者： 安德魯·康斯坦斯       |
| 前任者： 布拉德·哈澤德 為規劃與基礎設施部部長 | 基礎設施部部長 2014年－2017年       | 繼任者： 安德魯·康斯坦斯       |
| 前任者： 巴里·奧法雷爾                        | 西悉尼部長 2014年－2017年           | 繼任者： 斯圖爾特·奧雷斯       |
| 前任者： 巴里·奧法雷爾                        | 新南威爾士州州長 2014年－2017年     | 繼任者： 格拉迪丝·贝雷吉克利安 |